# Vejkirke
En vejkirke er en kirke, som opfylder et sæt kriterier, der indbefatter at den ligger lettilgængeligt for vejfarende, er historisk eller arkitektonisk interessant, og har udvidede åbningstider, især om sommeren. Vejkirkebegrebet opstod i Tyskland (Autobahnkirche), hvor den første kirke blev vejkirke i 1958. 

## Vejkirker i Danmark
Der findes godt 400 vejkirker og andre åbne kirker i Danmark. I disse kirker kan man
- sidde i stilhed, tænke, bede en bøn, læse i den bibel eller salmebog, som findes i kirken
- opleve kirkens kunst, symboler, arkitektur og historie
- tænde et lys, hvis der er en lysglobe el. lign
- deltage i gudstjenester, andagter og koncerter
- tage kirkeblade og evt. andet fremlagt materiale.

Åbningstiderne varierer fra vejkirke til vejkirke, ligesom kirkerne kan være lukkede ved særlige lejligheder.
Liste over alle vejkirker i Danmark i 2017:
| Vejkirker i Jylland |
| --- |
| - 1 Skagen Kirke - 2 Hulsig Kirke - 3 Hirtshals Kirke - 4 Emmersbæk Kirke - 5 Sct. Hans Kirke, Hjørring - 6 Vrejlev Kirke - 7 Vrå Kirke - 8 Sct. Thøgers Kirke, Vrensted - 9 Hune Kirke - 10 Rødhus Kirke - 11 Jetsmark Kirke - 12 Ajstrup Kirke - 13 Voer Kirke - 14 Dronninglund Kirke - 15 Sct. Johannes Kirke, Asaa - 16 Melholt Kirke - 17 Kollerup Kirke - 18 Lerup Kirke - 19 Torslev Kirke - 20 Gjøl Kirke - 21 Vadum Kirke - 22 Vodskov Kirke - 23 Nørresundby Kirke - 24 Ansgars Kirken, Aalborg - 25 Vor Frue Kirke, Aalborg - 26 Hasseris Kirke - 27 Budolfi Kirke, Aalborg - 28 Nørre Tranders Kirke - 29 Sønder Tranders Kirke - 30 Gug Kirke - 31 Frejlev Kirke - 32 Sønderholm Kirke - 33 Volsted Kirke - 34 Øster Hurup Kirke - 35 Als Kirke - 36 Odby Kirke - 37 Grurup Kirke - 38 Stagstrup Kirke - 39 Skinnerup Kirke - 40 Thisted Kirke - 41 Sdr. Dråby Kirke - 42 Skt. Clemens Kirke, Nykøbing Mors - 43 Ljørslev Kirke - 44 Vester Assels Kirke - 45 Roslev Kirke - 46 Selde Kirke - 47 Aars Kirke - 48 Sønderup Kirke - 49 Testrup Kirke - 50 Østerbølle Kirke - 51 Thyborøn Kirke - 52 Harboøre Kirke - 53 Nørlem Kirke - 54 Heldum Kirke - 55 Dybe Kirke - 56 Lomborg Kirke - 57 Rom Kirke - 58 Humlum Kirke - 59 Struer Kirke - 60 Handbjerg Kirke - 61 Råsted Kirke - 62 Idom Kirke - 63 Holstebro Kirke - 64 Borbjerg Kirke - 65 Hogager Kirke - 66 Feldborg Kirke - 67 Haderup Kirke - 68 Sdr. Resen Kirke - 69 Vroue Kirke - 70 Kobberup Kirke - 71 Vor Frue Kirke, Skive - 72 Dølby Kirke - 73 Tårup Kirke - 74 Kvols Kirke - 75 Fiskbæk Kirke - 76 Vorde Kirke - 77 Romlund Kirke - 78 Viborg Domkirke - 79 Vestervang Kirke, Viborg - 80 Søndermarkskirken, Viborg - 81 Pederstrup Kirke - 82 Hersom Kirke - 83 Hobro Kirke - 84 Skjellerup Kirke - 85 V. Tørslev Kirke - 86 Glenstrup Kirke - 87 Råsted Kirke - 88 Sct. Peders Kirke, Randers - 89 Sct. Mortens Kirke, Randers - 90 Grensten Kirke - 91 Houlbjerg Kirke - 92 Ørsted Kirke - 93 Øster Alling Kirke - 94 Pindstrup Kirke - 95 Marie Magdalene Kirke - 96 Koed Kirke - 97 Stenvad Kirke - 98 Glesborg Kirke - 99 Grenaa Kirke - Sankt Gertruds - 100 Lyngby Kirke - 101 Trustrup Kirke - 102 Nr. Vium Kirke - 103 Herborg Kirke - 104 Videbæk Kirke - 105 Timring Kirke - 106 Vildbjerg Kirke - 107 Sinding Kirke - 108 Ørre Kirke - 109 Ilskov Kirke - 110 Sunds Kirke - 111 Gullestrup Kirke - 112 Tjørring Kirke - 113 Baunekirken, Tjørring - 114 Snejbjerg Kirke - 115 Gjellerup Kirke - 116 Fonnesbæk Kirke, Ikast - 117 Frederiks Kirke - 118 Vium Kirke - 119 Vinderslev Kirke - 120 Hammel Kirke - 121 Galten Kirke - 122 Dallerup Kirke - 123 Silkeborg Kirke - 124 Mariehøj Kirke, Silkeborg - 125 Veng Kirke - 126 Mesing Kirke - 127 Stjær Kirke - 128 Storring Kirke - 129 Skovby Kirke - 130 Skivholme Kirke - 131 Framlev Kirke - 132 Lyngby Kirke - 133 Hasle Kirke, Aarhus - 134 Helligåndskirken, Aarhus - 135 Elsted Kirke - 136 Risskov Kirke - 137 Skt. Johannes Kirke, Aarhus - 138 Aarhus Domkirke - 139 Sankt Lukas Kirke, Aarhus - 140 Åbyhøj Kirke - 141 Brabrand Kirke - 142 Adslev Kirke - 143 Hørning Kirke - 144 Mårslet Kirke - 145 Beder Kirke - 146 Malling Kirke - 147 Skanderup Kirke - 148 Skanderborg Slotskirke - 149 Hylke Kirke - 150 Østbirk Kirke - 151 Ørridslev Kirke - 152 Hansted Kirke - 153 Vor Frelsers Kirke, Horsens - 154 Horsens Klosterkirke - 155 Torsted Kirke - 156 Østerhåb Kirke - 157 Øster Nykirke - 158 Nørre Snede Kirke - 159 Vester Kirke,Thyregod - 160 Sønder Omme Kirke - 161 Tarm Kirke - 162 Rindum Kirke - 163 Ølgod Kirke - 164 Henne Kirke - 165 Aal Kirke - 166 Grindsted Kirke - 167 Jelling Kirke - 168 Hedensted Kirke - 169 Vrigsted Kirke - 170 Engum Kirke - 171 Bredballe Kirke - 172 Nørremarkskirken, Vejle - 173 Sct. Nicolai Kirke, Vejle - 174 Gårslev Kirke - 175 Egeskov Kirke - 176 Skærup Kirke - 177 Smidstrup Kirke - 178 Christianskirken, Fredericia - 179 Sct. Michaelis Kirke, Fredericia - 180 Lyng Kirke, Erritsø - 181 Taulov Kirke - 182 Simon Peters Kirke, Kolding - 183 Sankt Nicolai Kirke, Kolding - 184 Sdr. Bjert Kirke - 185 Sædden Kirke - 186 Zions Kirke, Esbjerg - 187 Malt Kirke - 188 Askov Kirke - 189 Vejen Kirke - 190 Læborg Kirke - 191 Bække Kirke - 192 Sankt Nikolai Kirke, Farup - 193 Jels Kirke - 194 Tyrstrup Kirke - 195 Haderslev Domkirke - 196 Vedsted Kirke - 197 Løgumkloster Kirke - 198 Tønder Kristkirke - 199 Rise Kirke - 200 Løjt Kirke - 201 Varnæs Kirke - 202 Kliplev Kirke - 203 Broager Kirke - 204 Dybbøl Kirke - 205 Sct. Marie Kirke, Sønderborg - 206 Christianskirken, Sønderborg - 207 Lysabild Kirke - 208 Oksbøl Kirke |

## Vejkirker i Sverige
Svenska kyrkan har opsat en række krav til vejkirker, og vejen kan være skiltet med et gult skilt med grøn tekst, men da det er den enkelte menighed, der skal sørge for skiltet, er det ikke alle steder, der er skilte.
Svenska kyrkans krav til en vejkirke er at kirken:
- skal være lettilgængelig, bl.a. for trafikanter på gennemrejse
- skal være åben for gæster mindst fem timer om dagen, mindst to uger i træk i sommermånederne (juni til august)
- i denne periode skal have daglig andagt
- skal have personale til rådighed til samtaler og muligvis omvisning
- skal tilbyde enklere servering
- skal have toiletfaciliteter

## Vejkirker i Finland
Vejkirker opstod i Finland i begyndelsen af 1990'erne, da nogle kirker i den nordlige del af landet begyndte at have åbent dagligt. I Finland er der i dag (2012) 280 vejkirker. De har generelt åbent mellem 11 og 16 hver dag i løbet af sommeren. De skiltes med et hvidt skilt med en stiliseret kirke på og teksten TIEKIRKKO VÄGKYRKA. Kravene for de finske vejkirker ligner de svenske.

## Andre lande

### Italien
- Kirken San Giovanni Battista, Highway A11, kaldet "Motorvejskirken", tegnet af Giovanni Michelucci 1960-1964

### Norge
I Norge findes godt hundrede vejkirker (veikirke). Kravene i Norge ligner de svenske: kirken skal ligge ved en trafikeret vej, have åbent fem timer om dagen fem dage i ugen i mindst tre sommeruger, have en vis service og information tilgængelig.

### Tyskland
Tyskland har 32 'motorvejskirker', alle placeret ved Autobahn. De har generelt åbent mellem 8 og 20 hver dag.

### Estland
Også Estland har et system af lettilgængelige kirker for rejsende.

## Eksterne links
- Alle vejkirker i Finland Arkiveret 20. juni 2012 hos  Wayback Machine (finsk)
- Alle vejkirker i Tyskland Arkiveret 21. juli 2012 hos  Wayback Machine (tysk)